# Acrocoro

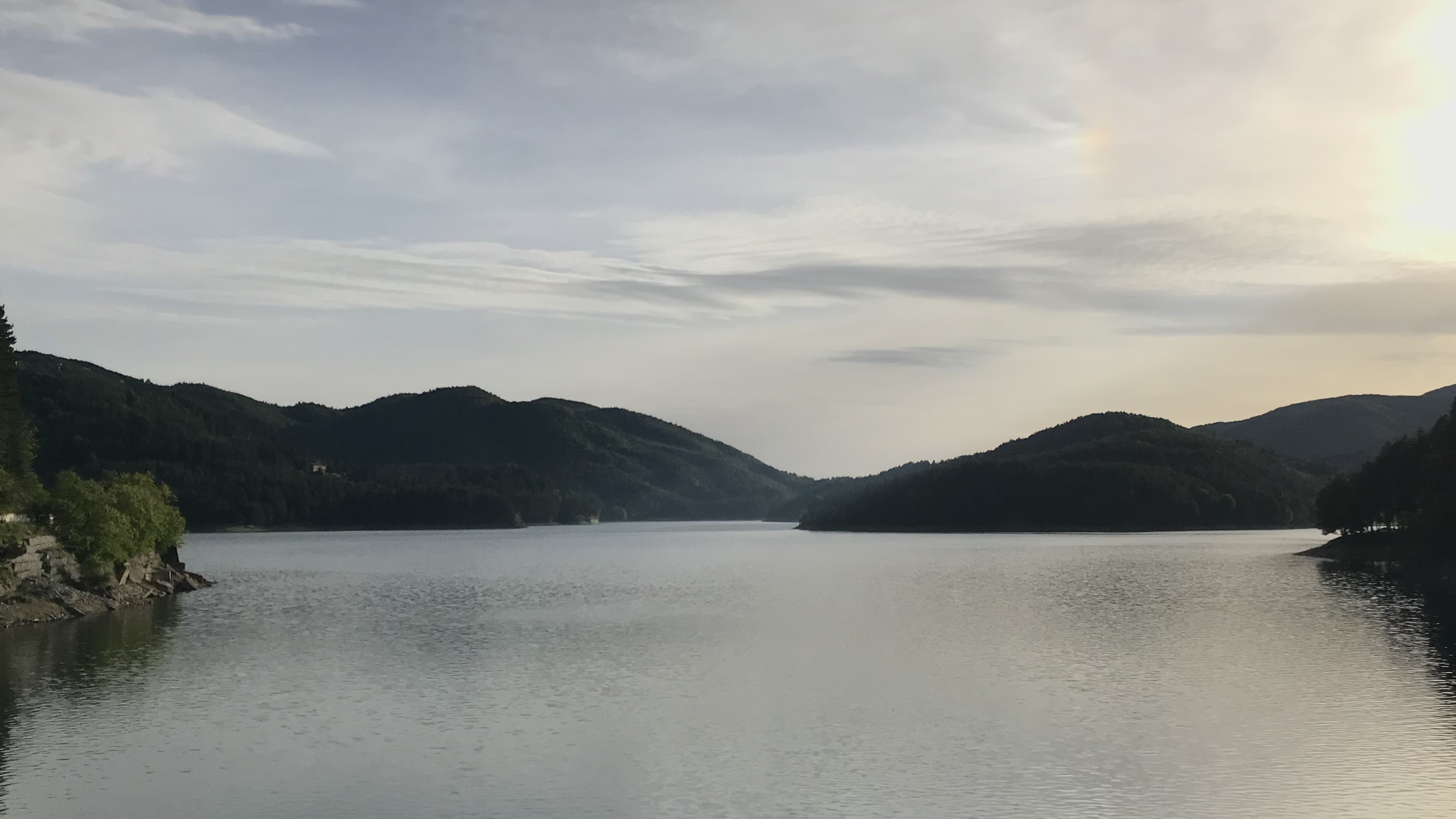
La Sila, vasto acrocoro calabrese (nella foto il lago Ampollino)

Acrocoro (/akroˈkɔːro/; dal greco antico ἄκρος?, "elevato" e χῶρος, "regione") è un tipo di altopiano con versanti scoscesi sul quale si possono trovare, al centro o sui lati, alte montagne.
Si distinguono due tipi di acrocoro:
- Acrocoro di altopiano, avente una struttura piana senza catene montuose all'interno. Esempi di questo tipo sono l'acrocoro silano e l'acrocoro Etiopico;
- Acrocoro da corrugamento, al cui interno si trovano catene montuose di corrugamento anche di altezza notevole. Esempi di questo tipo sono l'altopiano del Pamir, del Tibet, dell'Armenia e l'altopiano di Asiago in Italia.